# Bucha (Unterwellenborn)
Bucha ist ein Ortsteil von Unterwellenborn im Landkreis Saalfeld-Rudolstadt in Thüringen.

## Geografie
Bucha liegt südlich von Könitz an den Landesstraßen L1105 (von Unterwellenborn in Richtung Ziegenrück) und L2384 (von Könitz in Richtung Staumauer Hohenwarte-Stausee), beide mit Anschluss an die Bundesstraße 281 östlich von Unterwellenborn. Das Dorf befindet sich an der Nordabdachung des Südostthüringer Schiefergebirges in der Übergangszone zum Orlatal und dem Tagebau um Könitz. Außerdem befindet sich der Ort in der Nähe des Hohenwarte-Stausees in waldreicher, landschaftlich schöner Gegend. Die Lage ist 460 Meter über NN. Ca. 330 Personen wohnen im Ort.

## Geschichte
Erwähnt wurde Bucha in Chronikunterlagen der Gemeinde 1125. Wolfgang Kahl weist 1350 nach. Der Ort gehörte bis 1918 zur Exklave Leutenberg in der Oberherrschaft der Grafschaft bzw. des Fürstentums Schwarzburg-Rudolstadt.
Von jeher galt Bucha als Sommerfrische. Bis 1667 gingen die Kinder nach Könitz zur Schule. 1842 hatte das Dorf ein eigenes Forstamt. Am 1. Juli 1950 wurde Bucha nach Goßwitz eingemeindet. 1997 wurde der Ort im Rahmen eines Dorferneuerungsprogramm verschönert. Im Jahr 2006 wurde dann die neue Einheitsgemeinde Unterwellenborn gegründet. Dabei schlossen sich die Altgemeinde Unterwellenborn mit seinen damaligen Ortsteilen Oberwellenborn, Birkigt, Langenschade und Dorfkulm sowie die bis zu diesem Zeitpunkt eigenständigen Gemeinden Könitz, Lausnitz und Goßwitz mit dem Ortsteil Bucha zusammen. Ab diesem Zeitpunkt ist Bucha neben den o. g. Orten ein gleichberechtigter Ortsteil von Unterwellenborn, hat aber mit Goßwitz weiterhin einen gemeinsamen Ortsteil-Bürgermeister und -Rat. Zum Ortsteil Bucha gehört auch der Ort Saalthal, auch weithin als Saalthal-Alter bekannt. 

## Politik
Derzeitiger Ortsteilbürgermeister in Bucha ist Bernd Bloß.

## Persönlichkeiten
- Edgar Strümpfel (* 1926), Politiker (DBD)